# Kanovaren op de Olympische Zomerspelen 2008 (kwalificatie)
Deze pagina beschrijft de kwalificatie voor het kanovaren op de Olympische Zomerspelen 2008.

## Onderdelen
Er zijn twee olympische hoofdtakken; het slalomvaren en het vlakwatervaren. Op het slalomvaren zijn er vier disciplines, op het vlakwatervaren twaalf.

## Disciplines

### Slalom
De volgende vier disciplines maken deel uit van het Olympische programma:
- K-1, mannen
- C-1, mannen
- C-2, mannen
- K-1, vrouwen

### Vlakwater
De volgende twaalf disciplines zijn onderdeel van het Olympisch programma:
Mannen
- K-1 500 meter
- K-1 1000 meter
- K-2 500 meter
- K-2 1000 meter
- K-4 1000 meter
- C-1 500 meter
- C-1 1000 meter
- C-2 500 meter
- C-2 1000 meter

Vrouwen
- K-1 500 meter
- K-2 500 meter
- K-4 500 meter

## Kwalificatie
Bij elke discipline mag elk land maximaal één boot naar de Spelen sturen. De kwalificatieplaatsen worden verdeeld over de landen en niet over de kanoërs.

## Samengevat
| Land                 | Slalom | Slalom | Slalom | Slalom | Vlakwater | Vlakwater | Vlakwater | Vlakwater | Vlakwater | Vlakwater | Vlakwater | Vlakwater | Vlakwater | Vlakwater | Vlakwater | Vlakwater | Totaal | Totaal  |
| Land                 | K-1 H  | C-1 H  | C-2 H  | K-1 D  | Heren     | Heren     | Heren     | Heren     | Heren     | Heren     | Heren     | Heren     | Heren     | Dames     | Dames     | Dames     | Boten  | Atleten |
| Land                 | K-1 H  | C-1 H  | C-2 H  | K-1 D  | K-1 500   | K-1 1000  | K-2 500   | K-2 1000  | K-4 1000  | C-1 500   | C-1 1000  | C-2 500   | C-2 1000  | K-1 500   | K-2 500   | K-4 500   | Boten  | Atleten |
| -------------------- | ------ | ------ | ------ | ------ | --------- | --------- | --------- | --------- | --------- | --------- | --------- | --------- | --------- | --------- | --------- | --------- | ------ | ------- |
| Andorra              |        |        |        | X      |           |           |           |           |           |           |           |           |           |           |           |           | 1      | 1       |
| Angola               |        |        |        |        |           |           |           |           |           | X         |           |           |           |           |           |           | 1      | 1       |
| Argentinië           |        |        |        |        | X         | X         |           |           |           |           |           |           |           | X         |           |           | 3      | 2       |
| Australië            | X      | X      | X      | X      | X         | X         | X         |           | X         | X         | X         |           |           | X         | X         | X         | 13     | 16      |
| België               |        |        |        |        |           |           |           | X         |           |           |           |           |           |           |           |           | 1      | 2       |
| Brazilië             |        |        |        | X      |           |           |           |           |           | X         | X         |           |           |           |           |           | 3      | 2       |
| Bulgarije            |        |        |        |        |           |           |           |           |           |           |           | X         | X         |           |           |           | 2      | 2       |
| Canada               | X      | X      |        | X      | X         | X         | X         | X         | X         | X         | X         | X         | X         | X         | X         | X         | 15     | 21      |
| Chili                | X      |        |        |        |           |           |           |           |           |           |           |           |           |           |           |           | 1      | 1       |
| China                | X      | X      | X      | X      | X         | X         | X         | X         | X         | X         |           | X         | X         | X         | X         | X         | 15     | 23      |
| Cuba                 |        |        |        |        | X         | X         |           |           |           | X         | X         | X         | X         |           |           |           | 6      | 4       |
| Denemarken           |        |        |        |        | X         |           | X         | X         |           |           |           |           |           | X         |           |           | 4      | 4       |
| Duitsland            | X      | X      | X      | X      | X         | X         | X         | X         | X         | X         | X         | X         | X         | X         | X         | X         | 16     | 22      |
| Finland              |        |        |        |        |           |           |           | X         |           |           |           |           |           | X         | X         |           | 3      | 4       |
| Frankrijk            | X      | X      | X      | X      | X         | X         | X         | X         |           | X         | X         | X         | X         |           | X         |           | 13     | 15      |
| Griekenland          |        | X      |        | X      |           |           |           |           |           | X         | X         |           |           |           |           |           | 4      | 3       |
| Groot-Brittannië     | X      | X      |        | X      | X         | X         |           |           |           |           |           |           |           | X         | X         |           | 7      | 7       |
| Guam                 |        |        |        |        |           |           |           |           |           | X         | X         |           |           |           |           |           | 2      | 1       |
| Hongarije            |        |        |        |        | X         | X         | X         | X         | X         | X         | X         | X         | X         | X         | X         | X         | 12     | 16      |
| Ierland              | X      |        |        |        |           |           |           |           |           |           |           |           |           |           |           |           | 1      | 1       |
| Israël               |        |        |        |        | X         | X         |           |           |           |           |           |           |           |           |           |           | 2      | 1       |
| Italië               | X      |        | X      | X      | X         |           | X         | X         | X         |           |           |           |           | X         | X         | X         | 10     | 16      |
| Ivoorkust            |        |        |        |        | X         | X         |           |           |           |           |           |           |           |           |           |           | 2      | 1       |
| Japan                | X      | X      | X      | X      |           |           |           |           |           |           |           |           |           | X         | X         | X         | 7      | 9       |
| Kazachstan           |        |        |        | X      | X         | X         | X         |           |           | X         | X         | X         |           |           |           |           | 7      | 7       |
| Kroatië              |        | X      |        |        | X         |           |           |           |           |           |           |           |           |           |           |           | 2      | 2       |
| Letland              |        |        |        |        |           |           | X         | X         |           | X         | X         |           |           |           |           |           | 4      | 3       |
| Litouwen             |        |        |        |        |           |           | X         |           |           |           |           | X         |           |           |           |           | 2      | 4       |
| Macedonië            | X      |        |        |        |           |           |           |           |           |           |           |           |           |           |           |           | 1      | 1       |
| Mexico               |        |        |        |        | X         | X         |           |           |           |           | X         | X         | X         |           |           |           | 4      | 3       |
| Myanmar              |        |        |        |        | X         | X         |           |           |           |           |           |           |           |           |           |           | 2      | 1       |
| Nederland            | X      |        |        | X      |           |           |           |           |           |           |           |           |           |           |           |           | 2      | 2       |
| Nieuw-Zeeland        |        |        |        | X      |           | X         |           | X         |           |           |           |           |           | X         |           |           | 4      | 5       |
| Noorwegen            |        |        |        |        | X         | X         |           |           |           |           |           |           |           |           |           |           | 2      | 1       |
| Oekraïne             |        |        |        |        |           |           |           |           |           | X         | X         | X         | X         | X         |           |           | 5      | 6       |
| Oezbekistan          |        |        |        |        |           |           |           |           |           | X         | X         | X         | X         |           |           |           | 4      | 3       |
| Oostenrijk           | X      |        |        | X      |           |           |           |           |           |           |           |           |           |           | X         |           | 3      | 4       |
| Polen                | X      | X      | X      | X      | X         |           | X         | X         | X         | X         | X         | X         | X         | X         | X         | X         | 15     | 21      |
| Portugal             |        |        |        |        | X         | X         |           |           |           |           |           |           |           | X         | X         |           | 4      | 4       |
| Roemenië             |        |        |        |        |           |           |           |           |           | X         | X         | X         | X         |           |           |           | 4      | 5       |
| Rusland              |        | X      | X      | X      | X         | X         |           |           | X         | X         | X         | X         | X         | X         |           |           | 11     | 14      |
| Samoa                |        |        |        |        | X         | X         |           |           |           |           |           |           |           |           |           |           | 2      | 1       |
| Sao Tomé en Principe |        |        |        |        | X         | X         |           |           |           |           |           |           |           |           |           |           | 2      | 1       |
| Senegal              |        |        |        |        | X         | X         |           |           |           |           |           |           |           | X         |           |           | 3      | 2       |
| Seychellen           |        |        |        |        | X         |           |           |           |           |           |           |           |           |           |           |           | 1      | 1       |
| Slovenië             | X      |        |        |        |           | X         |           |           |           |           |           |           |           | X         |           |           | 3      | 3       |
| Slowakije            | X      | X      | X      | X      |           |           |           |           | X         | X         | X         |           |           |           | X         |           | 8      | 12      |
| Spanje               | X      | X      |        | X      |           |           | X         |           |           | X         | X         |           |           | X         | X         | X         | 9      | 10      |
| Togo                 | X      |        |        |        |           |           |           |           |           |           |           |           |           |           |           |           | 1      | 1       |
| Tsjechië             | X      | X      | X      | X      |           |           |           |           |           |           |           |           |           | X         | X         |           | 6      | 7       |
| Venezuela            |        |        |        |        |           |           | X         | X         |           |           |           |           |           | X         |           |           | 3      | 3       |
| Verenigde Staten     | X      | X      | X      | X      | X         | X         |           |           |           |           |           |           |           | X         |           |           | 7      | 7       |
| Wit-Rusland          |        |        |        |        |           |           | X         |           | X         | X         | X         |           | X         | X         |           |           | 6      | 8       |
| Zuid-Afrika          |        | X      | X      |        | X         | X         |           |           |           | X         | X         |           |           | X         | X         | X         | 9      | 11      |
| Zuid-Korea           |        |        |        |        |           |           |           |           |           |           |           |           |           | X         |           |           | 1      | 1       |
| Zweden               |        |        |        |        | X         | X         |           | X         |           |           |           |           |           | X         |           |           | 4      | 3       |
| Zwitserland          | X      |        |        |        |           |           |           |           |           |           |           |           |           |           |           |           | 1      | 1       |
| Totaal: 57 landen    | 21     | 16     | 12     | 21     | 28        | 25        | 15        | 14        | 10        | 22        | 21        | 15        | 14        | 26        | 17        | 10        | 287    | 330     |

## Slalom

### Kwalificatie
Elk land mag één boot per onderdeel naar de Spelen sturen. Kwalificatieplaatsen worden verdeeld over de landen en niet over de kanoërs.
| Onderdeel                    | Datum | Locatie | K-1 Mannen | C-1 Mannen | C-2 Mannen | K-1 Vrouwen |
| ---------------------------- | --- | --- | --- | --- | --- | --- |
| Wereldkampioenschappen       | 19-13 september 2007 | Foz do Iguaçu | 15 | 10 | 6 | 15 |
| Afrikaanse kampioenschappen  | 1-5 november 2007 | Masinga Dam | 1 | 1 | 1 | 1 |
| Oceania kampioenschappen     | 15-16 maart 2008 | Penrith | 1 | 1 | 1 | 1 |
| Amerikaanse kampioenschappen | 26-28 april 2008 | Charlotte | 1 | 1 | 1 | 1 |
| Europese kampioenschappen    | 9-11 mei 2008 | Krakau | 2 | 2 | 2 | 2 |
| Aziatische kampioenschappen  | 17-18 mei 2008 | Nakorn Nayok | 1 | 1 | 1 | 1 |
| Gastland                     | Indien gastland China zich niet via de kwalificatietoernooien kwalificeert, vervalt de laatste WK-kwalificatieplaats aan China. | Indien gastland China zich niet via de kwalificatietoernooien kwalificeert, vervalt de laatste WK-kwalificatieplaats aan China. | Indien gastland China zich niet via de kwalificatietoernooien kwalificeert, vervalt de laatste WK-kwalificatieplaats aan China. | Indien gastland China zich niet via de kwalificatietoernooien kwalificeert, vervalt de laatste WK-kwalificatieplaats aan China. | Indien gastland China zich niet via de kwalificatietoernooien kwalificeert, vervalt de laatste WK-kwalificatieplaats aan China. | Indien gastland China zich niet via de kwalificatietoernooien kwalificeert, vervalt de laatste WK-kwalificatieplaats aan China. |

Plaatsen:
| Evenement                    | K-1 Heren | C-1 Heren                                                                              | C-2 Heren                                           | K-1 Dames |
| ---------------------------- | --- | -------------------------------------------------------------------------------------- | --------------------------------------------------- | --- |
| Wereldkampioenschappen       | Frankrijk Duitsland Groot-Brittannië Italië Spanje Verenigde Staten Slowakije Oostenrijk Polen Tsjechië Zwitserland Slovenië Ierland Canada | Slowakije Frankrijk Australië Duitsland Groot-Brittannië Polen Spanje Tsjechië Rusland | Slowakije Frankrijk Italië Duitsland Tsjechië China | Duitsland Slowakije Tsjechië Frankrijk Groot-Brittannië Oostenrijk China Andorra Spanje Polen Rusland Australië Nederland Verenigde Staten Japan |
| Afrikaanse kampioenschappen  | Togo | Zuid-Afrika                                                                            | Zuid-Afrika                                         | Algerije1 |
| Oceanische kampioenschappen  | Australië | Nieuw-Zeeland2                                                                         | Australië                                           | Nieuw-Zeeland |
| Amerikaanse kampioenschappen | Chili | Verenigde Staten Canada2                                                               | Verenigde Staten                                    | Canada Brazilië1 |
| Europese kampioenschappen    | Nederland Macedonië | Oostenrijk Kroatië                                                                     | Polen Rusland                                       | Griekenland Italië |
| Aziatische kampioenschappen  | Japan | Japan                                                                                  | Japan                                               | Kazachstan |
| Gastland                     | China | China                                                                                  | -                                                   | - |
| TOTAAL                       | 21 | 16                                                                                     | 12                                                  | 21 |

1: Algerije trok zich voor dit onderdeel terug. Als tweede had Kenia recht op deze plaats maar ook zij gaf de uitnodiging terug. Daarop werd Brazilië uitgenodigd als beste Amerikaans land, conform de plaatsingsregels.
2: Nieuw-Zeeland trok zich voor dit onderdeel terug. Daarop werd Canada uitgenodigd als beste Amerikaans land, conform de plaatsingsregels.
De olympische tripartitecommissie mocht twee landen uitnodigen voor het kanovaren. Deze uitnodigingen gingen uiteindelijk naar de vlakwateronderdelen.

## Vlakwater
Elke land mag één boot per onderdeel afvaardigen. De kwalificatieplaatsen worden wederom toegewezen aan de landen en niet aan de kanoërs.
Het gastland heeft gegarandeerd één boot in de K-1 mannen, K-1 vrouwen en C-1 mannen en indien ze zich niet voor het WK kwalificeren vervalt de laatst beschikbare plaats op het WK aan  China.

### Eerste toewijzing
| Onderdeel                    | Datum              | Locatie     |
| ---------------------------- | ------------------ | ----------- |
| Wereldkampioenschappen       | 8-12 augustus 2007 | Duisburg    |
| Afrikaanse kampioenschappen  | 1-5 november 2007  | Masinga Dam |
| Oceanië kampioenschappen     | 12-16 maart 2008   | Penrith     |
| Aziatische kampioenschappen  | 9-11 mei 2008      | Komatsu     |
| Europese kampioenschappen    | 15-18 mei 2008     | Milaan      |
| Amerikaanse kampioenschappen | 17-18 mei 2008     | Montreal    |

Minimale bootquota plaatsen:
| Evenement  | Wereldkampioenschappen 2007                                                              | Continentale kwalificatie | Continentale kwalificatie | Continentale kwalificatie | Continentale kwalificatie | Continentale kwalificatie | Totaal |
| Heren      | Wereldkampioenschappen 2007                                                              | Europa                    | Amerika                   | Azië                      | Afrika                    | Oceanië                   | Totaal |
| ---------- | ---------------------------------------------------------------------------------------- | ------------------------- | ------------------------- | ------------------------- | ------------------------- | ------------------------- | ------ |
| K-1 500m   | Canada Groot-Brittannië Polen Duitsland Verenigde Staten Hongarije Kroatië Zuid-Afrika   | Denemarken Italië         | Argentinië                | Kazachstan                | Seychellen                | Australië                 | 14     |
| K-1 1000m  | Groot-Brittannië Canada Noorwegen Australië Nieuw-Zeeland Hongarije Zuid-Afrika Slovenië | Duitsland Zweden          | Verenigde Staten          | China                     | Senegal                   | Samoa                     | 14     |
| K-2 500m   | Duitsland Wit-Rusland Hongarije Litouwen Letland Canada                                  | Spanje Frankrijk          | Venezuela                 | Kazachstan                | -                         | -                         | 10     |
| K-2 1000m  | Frankrijk Polen Hongarije Duitsland België Finland Nieuw-Zeeland                         | Denemarken                | Canada                    | China                     | -                         | -                         | 10     |
| K-4 1000m  | Duitsland Polen Slowakije Hongarije Wit-Rusland Rusland Australië                        | Italië                    | Canada                    | China                     | -                         | -                         | 10     |
| Evenement  | Wereldkampioenschappen 2007                                                              | Continentale kwalificatie | Continentale kwalificatie | Continentale kwalificatie | Continentale kwalificatie | Continentale kwalificatie | Totaal |
| Heren Kano | Wereldkampioenschappen 2007                                                              | Europa                    | Amerika                   | Azië                      | Afrika                    | Oceanië                   | Totaal |
| C-1 500m   | Spanje Duitsland China Polen Canada Roemenië                                             | Rusland Oekraïne          | Cuba                      | Kazachstan                | Zuid-Afrika               | Australië                 | 12     |
| C-1 1000m  | Hongarije Slowakije Spanje Duitsland Rusland Mexico                                      | Frankrijk Polen           | Canada                    | Oezbekistan               | Zuid-Afrika               | Australië                 | 12     |
| C-2 500m   | Hongarije Roemenië Duitsland Polen China Oekraïne                                        | Rusland Bulgarije         | Canada                    | Kazachstan                | -                         | -                         | 10     |
| C-2 1000m  | Duitsland Cuba Polen Roemenië Wit-Rusland Hongarije                                      | Oekraïne                  | Canada                    | China                     | -                         | -                         | 9      |
| Evenement  | Wereldkampioenschappen 2007                                                              | Continentale kwalificatie | Continentale kwalificatie | Continentale kwalificatie | Continentale kwalificatie | Continentale kwalificatie | Totaal |
| Dames      | Wereldkampioenschappen 2007                                                              | Europa                    | Amerika                   | Azië                      | Afrika                    | Oceanië                   | Totaal |
| K-1 500m   | Hongarije Finland Duitsland Oekraïne Verenigde Staten Zuid-Afrika Polen Italië           | Zweden Groot-Brittannië   | Canada                    | China                     | Tunesië                   | Nieuw-Zeeland             | 14     |
| K-2 500m   | Duitsland Hongarije Frankrijk Slowakije Polen Italië                                     | Finland Oostenrijk        | Canada                    | China                     | -                         | -                         | 10     |
| K-4 500m   | Duitsland Hongarije Polen China Italië Australië Zuid-Afrika                             | Spanje                    | Canada                    | Japan                     | -                         | -                         | 10     |

### Tweede toewijzing
Het IOC bepaalt het totaal aantal atleten aan het vlakwater onderdeel, wat het minimum bootquotum bepaalt zoals hierboven te zien. Maar een atleet mag zijn land in meer dan één evenement vertegenwoordigen, waardoor er een extra atleetquotum plaats vrij komt. De extra plaats wordt toegekend aan de best geplaatste NOC op het corresponderende continentale kwalificatietoernooi van het NOC van de betreffende atleet. Dit zijn:
- K-1 500m mannen: 4 Europa (  Rusland,  Zweden,  Frankrijk  Israël), 1 Amerika (  Mexico ), 1 Afrika (  Ivoorkust )
- K-1 1000m mannen: 3 Europa (  Rusland,  Portugal,  Israël ), 1 Amerika (  Cuba )
- K-2 500m mannen: 1 Europa (  Italië )
- K-2 1000m mannen: -
- K-4 1000m mannen: -
- C-1 500m mannen: 4 Europa (  Wit-Rusland,  Frankrijk,  Griekenland,  Letland ), 1 Amerika (  Brazilië ), 1 Afrika (  Angola )
- C-1 1000m mannen: 1 Europa (  Griekenland ), 1 Oceanië (  Guam )
- C-2 500m mannen: 2 Europa (  Litouwen,  Frankrijk, 1 Amerika (  Mexico ), 1 Azië (  Oezbekistan )
- C-2 1000m mannen: -
- K-1 500m vrouwen: 5 Europa (  Slovenië,  Denemarken,  Portugal,  Rusland,  Wit-Rusland ), 1 Azië (  Zuid-Korea ), 2 Amerika (  Argentinië,  Venezuela )
- K-2 500m vrouwen: 4 Europa (  Spanje,  Tsjechië,  Groot-Brittannië,  Portugal )
- K-4 500m vrouwen: -

### Tripartitecommissie
De Olympische tripartitecommissie mag twee kleine landen uitnodigen die normaal gesproken met maximaal zes sporters aan de Spelen deelnemen. De commissie koos:  Myanmar,  Sao Tomé en Principe

### Laatste aanvulling
De atleten die een bootquotum opvullen, mogen dan ook meedoen aan andere onderdelen. Dit geeft de volgende extra plaatsen:
- K-1 500m mannen:  China,  Cuba,  Noorwegen,  Portugal,  Samoa,  Senegal
- K-1 1000m mannen:  Argentinië,  Ivoorkust,  Frankrijk,  Kazachstan,  Mexico,  Myanmar,  Sao Tomé en Principe
- K-2 500m mannen:  Australië,  China,  Denemarken,  Polen
- K-2 1000m mannen:  Italië,  Letland,  Zweden,  Venezuela
- K-4 1000m mannen: -
- C-1 500m mannen:  Guam,  Hongarije,  Slowakije,  UZB
- C-1 1000m mannen:  Wit-Rusland,  Brazilië,  Cuba,  Kazachstan,  Letland,  Roemenië,  Oekraïne
- C-2 500m mannen:  Cuba
- C-2 1000m mannen:  Bulgarije,  Frankrijk,  Mexico,  Rusland,  Oezbekistan
- K-1 500m vrouwen:  Australië,  Tsjechië,  Spanje,  JPN
- K-2 500m vrouwen:  Australië,  Japan,  Zuid-Afrika
- K-4 500m vrouwen: -

Atletiek · 
Badminton · 
Basketbal · 
Boksen · 
Boogschieten · 
Gewichtheffen ·
Gymnastiek · 
Handbal · 
Hockey · 
Honkbal · 
Judo · 
Kanovaren · 
Moderne vijfkamp · 
Paardensport · 
Roeien ·
Schermen · 
Schietsport ·
Schoonspringen ·
Softbal ·
Synchroonzwemmen ·
Taekwondo ·
Tafeltennis ·
Tennis ·
Triatlon ·
Voetbal · 
Volleybal ·
Waterpolo ·
Wielersport · 
Worstelen ·
Zeilen ·
Zwemmen